# Cile ai Giochi della XXXII Olimpiade
Il Cile ha partecipato ai Giochi della XXXII Olimpiade, che si sono svolti a Tokyo, Giappone, dal 23 luglio all'8 agosto 2021 (inizialmente previsti dal 24 luglio al 9 agosto 2020 ma posticipati per la pandemia di COVID-19) con una delegazione di 57 atleti impegnati in 24 discipline.

## Delegazione
Inizialmente la delegazione cilena era composta da 58 atleti; tuttavia dopo la sua positività al COVID-19 l'atleta Fernanda Aguirre, che avrebbe dovuto competere nella specialità 57 kg femminile di Taekwondo, è stata costretta a ritirarsi, riducendo ufficialmente di una unità il numero di atleti della propria delegazione e diventando la prima atleta dell'Olimpiade a dover essersi ritirata per positività al COVID-19.
Di seguito la delegazione suddivisa per sesso e disciplina:
| Sport              | Uomini | Donne | Totale |
| ------------------ | ------ | ----- | ------ |
| Atletica leggera   | 2      | 1     | 3      |
| Beach volley       | 2      | -     | 2      |
| Calcio             | -      | 22    | 22     |
| Canoa/kayak        | -      | 2     | 2      |
| Canottaggio        | 2      | -     | 2      |
| Ciclismo           | 1      | 2     | 3      |
| Equitazione        | 1      | 1     | 2      |
| Ginnastica         | 1      | 1     | 2      |
| Golf               | 2      | -     | 2      |
| Judo               | -      | 1     | 1      |
| Lotta              | 1      | -     | 1      |
| Nuoto              | 1      | 1     | 2      |
| Pentathlon moderno | 1      | -     | 1      |
| Scherma            | -      | 1     | 1      |
| Skateboard         | -      | 1     | 1      |
| Sollevamento pesi  | 1      | 1     | 2      |
| Surf               | 1      | -     | 1      |
| Tennis             | 1      | -     | 1      |
| Tennistavolo       | -      | 1     | 1      |
| Tiro               | -      | 1     | 1      |
| Tiro con l'arco    | 1      | -     | 1      |
| Triathlon          | 1      | 1     | 2      |
| Vela               | 1      | -     | 1      |
| Total              | 20     | 37    | 57     |

## Atletica leggera
| Q | Qualificato al turno successivo per la posizione in qualificazione                                                           |
| q | Qualificato per il turno successivo per ripescaggio o, negli eventi su campo, conquistando la misura minima per qualificarsi |

Maschile
Eventi su campo
| Atleta            | Evento              | Qualifica | Qualifica | Finale          | Finale          |
| Atleta            | Evento              | Misura    | Posizione | Misura          | Posizione       |
| ----------------- | ------------------- | --------- | --------- | --------------- | --------------- |
| Gabriel Kehr      | Lancio del martello | 75,60 m   | 13º       | non qualificato | non qualificato |
| Humberto Mansilla | Lancio del martello | 74,76 m   | 17º       | non qualificato | non qualificato |

Femminile
Eventi su campo
| Atleta         | Evento              | Qualifica | Qualifica | Finale          | Finale          |
| Atleta         | Evento              | Misura    | Posizione | Misura          | Posizione       |
| -------------- | ------------------- | --------- | --------- | --------------- | --------------- |
| Karen Gallardo | Lancio del martello | 55,81 m   | 29ª       | non qualificato | non qualificato |

## Beach volley
| Atleta                        | Torneo   | Primo turno                             | Primo turno                     | Primo turno                         | Primo turno | Ripescaggio                        | Ottavi                             | Quarti               | Semifinali           | Finale               | Finale |
| Atleta                        | Torneo   | Avversario Punteggio                    | Avversario Punteggio            | Avversario Punteggio                | Pos.        | Avversario Punteggio               | Avversario Punteggio               | Avversario Punteggio | Avversario Punteggio | Avversario Punteggio | Pos.   |
| ----------------------------- | -------- | --------------------------------------- | ------------------------------- | ----------------------------------- | ----------- | ---------------------------------- | ---------------------------------- | -------------------- | -------------------- | -------------------- | ------ |
| Marco Grimalt Esteban Grimalt | Maschile | Evandro / Bruno P (15-21, 21-16, 12-15) | Fijałek / Bryl P (17-21, 18-21) | El Graoui / Abicha V (21-14, 21-12) | 3ª          | Heidrich / Gerson V (21-17, 21-18) | Semënov / Lešukov P (16-21, 16-21) | Non qualificati      | Non qualificati      | Non qualificati      | =9ª    |

## Calcio
| Squadra             | Torneo           | Girone               | Girone               | Girone               | Girone | Quarti               | Semifinali           | Finale               | Pos. |
| Squadra             | Torneo           | Avversario Risultato | Avversario Risultato | Avversario Risultato | Pos.   | Avversario Risultato | Avversario Risultato | Avversario Risultato | Pos. |
| ------------------- | ---------------- | -------------------- | -------------------- | -------------------- | ------ | -------------------- | -------------------- | -------------------- | ---- |
| Nazionale femminile | Torneo femminile | Regno Unito P 0-2    | Canada P 1–2         | Giappone P 0-1       | 4ª     | non qualificate      | non qualificate      | non qualificate      | 11ª  |

## Canoa/kayak

### Velocità
Femminile
| Atleta                     | Evento             | Batteria | Batteria  | Quarti   | Quarti    | Semifinale | Semifinale | Finale   | Finale    |
| Atleta                     | Evento             | Tempo    | Posizione | Tempo    | Posizione | Tempo      | Posizione  | Tempo    | Posizione |
| -------------------------- | ------------------ | -------- | --------- | -------- | --------- | ---------- | ---------- | -------- | --------- |
| María Mailliard            | C1 200 m femminile | 47"557   | 4ª QF     | 46"122   | 2ª SF     | 48"198     | 5ª         | 47"610   | 10ª       |
| Karen Roco María Mailliard | C2 500 m femminile | 2'09"820 | 6ª QF     | 2'04"969 | 4ª FB     | Bye        | Bye        | 2'02"698 | 9ª        |

## Canottaggio
Maschile
| Atleta                     | Evento                   | Batteria | Batteria  | Ripescaggio | Ripescaggio | Semifinali | Semifinali | Finale / Finale B | Finale / Finale B |
| Atleta                     | Evento                   | Tempo    | Posizione | Tempo       | Posizione   | Tempo      | Posizione  | Tempo             | Posizione         |
| -------------------------- | ------------------------ | -------- | --------- | ----------- | ----------- | ---------- | ---------- | ----------------- | ----------------- |
| Cesar Abaroa Eber Sanhueza | 2 di coppia pesi leggeri | 6'53"15  | 5ª R      | 6'48"22     | 5ª FC       | Bye        | Bye        | 6'31"97           | 14ª               |

## Ciclismo

### Ciclismo su strada
Femminile
| Atleta        | Evento                   | Tempo | Posizione |
| ------------- | ------------------------ | ----- | --------- |
| Catalina Soto | Corsa in linea femminile | DNF   | DNF       |

### Mountain bike
Maschile
| Atleta          | Evento                 | Tempo   | Posizione |
| --------------- | ---------------------- | ------- | --------- |
| Martín Vidaurre | Cross country maschile | 1:28:33 | 16º       |

### BMX
Femminile
| Atleta         | Evento              | Qualificazioni | Qualificazioni | Qualificazioni | Qualificazioni | Finale  | Finale  | Finale   | Finale    |
| Atleta         | Evento              | Prova 1        | Prova 2        | Media          | Posizione      | Prova 1 | Prova 2 | Migliore | Posizione |
| -------------- | ------------------- | -------------- | -------------- | -------------- | -------------- | ------- | ------- | -------- | --------- |
| Macarena Pérez | Freestyle femminile | 70,20          | 65,60          | 67,90          | 7ª             | 24,40   | 73,80   | 73,80    | 8ª        |

## Equitazione

### Dressage
| Atleta         | Cavallo | Evento      | Grand Prix | Grand Prix | Grand Prix Special | Grand Prix Special | Grand Prix Freestyle | Grand Prix Freestyle | Grand Prix Freestyle | Grand Prix Freestyle |
| Atleta         | Cavallo | Evento      | Punteggio  | Classifica | Punteggio          | Classifica         | Tecnico              | Artistico            | Totale               | Classifica           |
| -------------- | ------- | ----------- | ---------- | ---------- | ------------------ | ------------------ | -------------------- | -------------------- | -------------------- | -------------------- |
| Virginia Yarur | Ronaldo | Individuale | 66,227     | 46ª        | N.D.               | N.D.               | Non qualificata      | Non qualificata      | Non qualificata      | Non qualificata      |

### Salto ostacoli
| Atleta       | Cavallo | Evento      | Qualificazione | Qualificazione | Finale          | Finale          | Jump-off        | Jump-off        |
| Atleta       | Cavallo | Evento      | Penalità       | Pos.           | Penalità        | Pos.            | Penalità        | Pos.            |
| ------------ | ------- | ----------- | -------------- | -------------- | --------------- | --------------- | --------------- | --------------- |
| Samuel Parot | Dubai   | Individuale | 4.00           | =31º           | Non qualificato | Non qualificato | Non qualificato | Non qualificato |

## Ginnastica

### Ginnastica artistica

#### Uomini
| Atleta         | Evento       | Qualificazione | Qualificazione | Qualificazione | Qualificazione | Qualificazione | Qualificazione | Qualificazione | Qualificazione | Finale          | Finale          | Finale          | Finale          | Finale          | Finale          | Finale          | Finale          |
| Atleta         | Evento       | Attrezzo       | Attrezzo       | Attrezzo       | Attrezzo       | Attrezzo       | Attrezzo       | Totale         | Pos.           | Attrezzo        | Attrezzo        | Attrezzo        | Attrezzo        | Attrezzo        | Attrezzo        | Totale          | Pos.            |
| Atleta         | Evento       | CL             | C              | A              | V              | P              | S              | Totale         | Pos.           | CL              | C               | A               | V               | P               | S               | Totale          | Pos.            |
| -------------- | ------------ | -------------- | -------------- | -------------- | -------------- | -------------- | -------------- | -------------- | -------------- | --------------- | --------------- | --------------- | --------------- | --------------- | --------------- | --------------- | --------------- |
| Tomás González | Corpo libero | 13.600         | N.D.           | N.D.           | N.D.           | N.D.           | N.D.           | N.D.           | 42º            | Non qualificato | Non qualificato | Non qualificato | Non qualificato | Non qualificato | Non qualificato | Non qualificato | Non qualificato |

#### Donne
| Atleta        | Evento               | Qualificazione | Qualificazione | Qualificazione | Qualificazione | Qualificazione | Qualificazione | Finale          | Finale          | Finale          | Finale          | Finale          | Finale          |
| Atleta        | Evento               | Attrezzo       | Attrezzo       | Attrezzo       | Attrezzo       | Totale         | Pos.           | Attrezzo        | Attrezzo        | Attrezzo        | Attrezzo        | Totale          | Pos.            |
| Atleta        | Evento               | CL             | V              | T              | P              | Totale         | Pos.           | CL              | V               | T               | P               | Totale          | Pos.            |
| ------------- | -------------------- | -------------- | -------------- | -------------- | -------------- | -------------- | -------------- | --------------- | --------------- | --------------- | --------------- | --------------- | --------------- |
| Simona Castro | Concorso individuale | 10.233         | 13.200         | 11.433         | 11.533         | 46.399         | 75ª            | Non qualificata | Non qualificata | Non qualificata | Non qualificata | Non qualificata | Non qualificata |

## Golf
| Atleta          | Torneo   | Round 1   | Round 2   | Round 3   | Round 4   | Totale    | Totale | Totale    |
| Atleta          | Torneo   | Punteggio | Punteggio | Punteggio | Punteggio | Punteggio | Par    | Posizione |
| --------------- | -------- | --------- | --------- | --------- | --------- | --------- | ------ | --------- |
| Joaquín Niemann | Maschile | 70        | 69        | 66        | 65        | 270       | -14    | =10º      |
| Mito Pereira    | Maschile | 69        | 65        | 68        | 67        | 269       | -15    | =4º       |

## Judo
Femminile
| Atleta          | Evento | 16-esimi             | Ottavi               | Quarti               | Semifinali           | Ripescaggio          | Med. bronzo          | Med. bronzo     |
| Atleta          | Evento | Avversaria Risultato | Avversaria Risultato | Avversaria Risultato | Avversaria Risultato | Avversaria Risultato | Avversaria Risultato | Rank            |
| --------------- | ------ | -------------------- | -------------------- | -------------------- | -------------------- | -------------------- | -------------------- | --------------- |
| Mary Dee Vargas | -48 kg | Menz V 01–00         | Mönkhbat P 00–10     | Non qualificata      | Non qualificata      | Non qualificata      | Non qualificata      | Non qualificata |

## Lotta

### Greco-romana
| Atleta         | Evento | Ottavi               | Quarti               | Semifinali           | Ripescaggio          | Finale               | Pos. |
| Atleta         | Evento | Avversario Risultato | Avversario Risultato | Avversario Risultato | Avversario Risultato | Avversario Risultato | Pos. |
| -------------- | ------ | -------------------- | -------------------- | -------------------- | -------------------- | -------------------- | ---- |
| Yasmani Acosta | 130 kg | Guennichi V 3–1      | Abdullaev V 3–0      | Kajaia P 1–3         | Bye                  | Sergej Semënov P 1–3 | 5º   |

## Nuoto

### Uomini
| Eduardo Cisternas | 400 m stile libero | 3'54"10 | 27º | Non qualificato | Non qualificato | Non qualificato | Non qualificato | Non qualificato | Non qualificato |

### Donne
| Kristel Köbrich | 800 m stile libero  | 8'32"58  | 19ª | Non qualificata | Non qualificata | Non qualificata | Non qualificata | Non qualificata | Non qualificata |
| Kristel Köbrich | 1500 m stile libero | 16'09"09 | 14ª | Non qualificata | Non qualificata | Non qualificata | Non qualificata | Non qualificata | Non qualificata |

## Pentathlon moderno
| Atleta         | Evento        | Scherma   | Scherma | Scherma | Nuoto   | Nuoto | Nuoto | Equitazione | Equitazione | Equitazione | Combinato (corsa e pistola) | Combinato (corsa e pistola) | Combinato (corsa e pistola) | Totale | Posizione finale |
| Atleta         | Evento        | Risultati | Pos.    | Punti   | Tempo   | Pos.  | Punti | Penalità    | Pos.        | Punti       | Tempo                       | Pos.                        | Punti                       | Totale | Posizione finale |
| -------------- | ------------- | --------- | ------- | ------- | ------- | ----- | ----- | ----------- | ----------- | ----------- | --------------------------- | --------------------------- | --------------------------- | ------ | ---------------- |
| Esteban Bustos | Gara maschile | 18+0      | =16º    | 208     | 2'05"24 | 26º   | 300   | EL          | N.D.        | 0           | 11:52.66 (588)              | 30º                         | 288                         | 1096   | 34º              |

## Scherma
| Atleta            | Evento               | 32-esimi             | 16-esimi             | Ottavi               | Quarti               | Semifinali           | Finale               | Pos.            |
| Atleta            | Evento               | Avversario Punteggio | Avversario Punteggio | Avversario Punteggio | Avversario Punteggio | Avversario Punteggio | Avversario Punteggio | Pos.            |
| ----------------- | -------------------- | -------------------- | -------------------- | -------------------- | -------------------- | -------------------- | -------------------- | --------------- |
| Katina Proestakis | Fioretto individuale | Jelińska P 12–15     | Non qualificata      | Non qualificata      | Non qualificata      | Non qualificata      | Non qualificata      | Non qualificata |

## Skateboard
| Atleta         | Evento         | Qualificazione | Qualificazione | Finale          | Finale          |
| Atleta         | Evento         | Punteggio      | Pos.           | Punteggio       | Pos.            |
| -------------- | -------------- | -------------- | -------------- | --------------- | --------------- |
| Josefina Tapia | Park femminile | 9,73           | 19ª            | Non qualificata | Non qualificata |

## Sollevamento pesi
| Atleta                | Evento          | Strappo                        | Strappo                        | Slancio                        | Slancio                        | Totale                         | Classifica                     |
| Atleta                | Evento          | Risultato                      | Classifica                     | Risultato                      | Classifica                     | Totale                         | Classifica                     |
| --------------------- | --------------- | ------------------------------ | ------------------------------ | ------------------------------ | ------------------------------ | ------------------------------ | ------------------------------ |
| Arley Méndez          | 81 kg maschile  | 160                            | 14º                            | 190                            | DNF                            | 160                            | DNF                            |
| María Fernanda Valdés | 87 kg femminile | Ritirata a causa di infortunio | Ritirata a causa di infortunio | Ritirata a causa di infortunio | Ritirata a causa di infortunio | Ritirata a causa di infortunio | Ritirata a causa di infortunio |

## Surf
| Atleta        | Evento              | Round 1   | Round 1 | Round 2   | Round 2 | Round 3              | Quarti               | Semifinale           | Finale / FB          | Pos.            |
| Atleta        | Evento              | Punteggio | Pos.    | Punteggio | Pos.    | Avversario Risultato | Avversario Risultato | Avversario Risultato | Avversario Risultato | Pos.            |
| ------------- | ------------------- | --------- | ------- | --------- | ------- | -------------------- | -------------------- | -------------------- | -------------------- | --------------- |
| Manuel Selman | Shortboard maschile | 6,20      | 1º R2   | 9,74      | 5º      | Non qualificato      | Non qualificato      | Non qualificato      | Non qualificato      | Non qualificato |

## Tennis

### Singolare
| Atleta        | Evento             | 32-esimi                 | 16-esimi             | Ottavi               | Quarti               | Semifinali           | Finale               | Pos.            |
| Atleta        | Evento             | Avversario Punteggio     | Avversario Punteggio | Avversario Punteggio | Avversario Punteggio | Avversario Punteggio | Avversario Punteggio | Pos.            |
| ------------- | ------------------ | ------------------------ | -------------------- | -------------------- | -------------------- | -------------------- | -------------------- | --------------- |
| Tomás Barrios | Singolare maschile | Chardy P (1–6, 6–7(4–7)) | Non qualificato      | Non qualificato      | Non qualificato      | Non qualificato      | Non qualificato      | Non qualificato |

## Tennistavolo
| Atleta             | Evento            | Preliminari          | Round 1              | Round 2              | Round 3              | Ottavi               | Quarti               | Semifinali           | Finale / FB          | Pos.            |
| Atleta             | Evento            | Avversario Punteggio | Avversario Punteggio | Avversario Punteggio | Avversario Punteggio | Avversario Punteggio | Avversario Punteggio | Avversario Punteggio | Avversario Punteggio | Pos.            |
| ------------------ | ----------------- | -------------------- | -------------------- | -------------------- | -------------------- | -------------------- | -------------------- | -------------------- | -------------------- | --------------- |
| María Paulina Vega | Singolo femminile | Bye                  | Batmönkh V 4–0       | Sawettabut P 0–4     | Non qualificata      | Non qualificata      | Non qualificata      | Non qualificata      | Non qualificata      | Non qualificata |

## Tiro a segno/volo

### Donne
| Atleta             | Evento | Qualificazione | Qualificazione | Finale          | Finale          |
| Atleta             | Evento | Punteggio      | Classifica     | Punteggio       | Classifica      |
| ------------------ | ------ | -------------- | -------------- | --------------- | --------------- |
| Francisca Crovetto | Skeet  | 112            | 23ª            | Non qualificata | Non qualificata |

## Tiro con l'arco
| Atleta         | Evento               | Classificazione | Classificazione | 64-esimi             | 32-esimi             | 16-esimi             | Quarti               | Semifinali           | Finale / FB          | Pos.            |
| Atleta         | Evento               | Punteggio       | Pos.            | Avversario Punteggio | Avversario Punteggio | Avversario Punteggio | Avversario Punteggio | Avversario Punteggio | Avversario Punteggio | Pos.            |
| -------------- | -------------------- | --------------- | --------------- | -------------------- | -------------------- | -------------------- | -------------------- | -------------------- | -------------------- | --------------- |
| Andrés Aguilar | Individuale maschile | 662             | 18º             | Wukie P 1-7          | Non qualificato      | Non qualificato      | Non qualificato      | Non qualificato      | Non qualificato      | Non qualificato |

## Triathlon
| Atleta          | Evento                | Nuoto  | T1    | Ciclismo | T2    | Corsa  | Totale   | Classifica |
| --------------- | --------------------- | ------ | ----- | -------- | ----- | ------ | -------- | ---------- |
| Diego Moya      | Individuale maschile  | 17'50" | 0'42" | 56'34"   | 0'35" | 32'48" | 1h48'29" | 30º        |
| Bárbara Riveros | Individuale femminile | 19'45" | 0'42" | 1h04'54" | 0'31" | 36'49" | 2h02'46" | 25ª        |

## Vela
| Atleta          | Evento         | Regata | Regata | Regata | Regata | Regata | Regata | Regata | Regata | Regata | Regata | Regata | Punteggio Totale | Punteggio Netto | Classifica |
| Atleta          | Evento         | 1      | 2      | 3      | 4      | 5      | 6      | 7      | 8      | 9      | 10     | M      | Punteggio Totale | Punteggio Netto | Classifica |
| --------------- | -------------- | ------ | ------ | ------ | ------ | ------ | ------ | ------ | ------ | ------ | ------ | ------ | ---------------- | --------------- | ---------- |
| Clemente Seguel | Laser maschile | 25     | 5      | 16     | 27     | 11     | 20     | 21     | 22     | 18     | 31     | EL     | 196              | 165             | 22º        |